# Іран на літніх Олімпійських іграх 2012
Іран був представлений на літніх Олімпійських іграх 2012 командою з 53 спортсменів, що виступали в 14 видах спорту. Лондонська олімпіада стала для іранських спортсменів найуспішнішою за всі часи.

## Нагороди
| Медаль | Спортсмен                        | Вид спорту             | Дисципліна                          | Дата           |
| ------ | -------------------------------- | ---------------------- | ----------------------------------- | -------------- |
| Золото | Хамід Мохмамед Соріано Рейханпур | Греко-римська боротьба | Чоловіки, до 55 кг                  | 5 серпня 2012  |
| Золото | Омід Хаджі Норузі                | Греко-римська боротьба | Чоловіки, до 60 кг                  | 6 серпня 2012  |
| Золото | Гасем Голамреза Резаеї           | Греко-римська боротьба | Чоловіки, до 96 кг                  | 7 серпня 2012  |
| Золото | Бегдад Селімі                    | Важка атлетика         | Чоловіки, понад 105 кг              | 7 серпня 2012  |
| Срібло | Наваб Насіршелал                 | Важка атлетика         | Чоловіки, до 105 кг                 | 6 серпня 2012  |
| Срібло | Сажжад Ануширавані               | Важка атлетика         | Чоловіки, понад 105 кг              | 7 серпня 2012  |
| Срібло | Есан Гаддаді                     | Легка атлетика         | Чоловіки, метання диска             | 7 серпня 2012  |
| Срібло | Мохаммад Багері Мотамед          | Тхеквондо              | Чоловіки, до 68 кг                  | 0 серпня 2012  |
| Срібло | Садег Гударзі                    | Боротьба               | Чоловіки, вільна боротьба, до 74 кг | 10 серпня 2012 |
| Бронза | К'януш Ростамі                   | Важка атлетика         | Чоловіки, до 85 кг                  | 3 серпня 2012  |
| Бронза | Есан Насер Лашгарі               | Вільна боротьба        | Чоловіки, до 84 кг                  | 11 серпня 2012 |
| Бронза | Комейл Гасемі                    | Вільна боротьба        | Чоловіки, до 120 кг                 | 11 серпня 2012 |

## Академічне веслування
Чоловіки
| Спортсмени  | Дисципліна | Відбіркові заїзди | Відбіркові заїзди | Втішний заїзд | Втішний заїзд | Чвертьфінали | Чвертьфінали | Півфінали | Півфінали | Фінал   | Фінал |
| Спортсмени  | Дисципліна | Час               | Місце             | Час           | Місце         | Час          | Місце        | Час       | Місце     | Час     | Місце |
| ----------- | ---------- | ----------------- | ----------------- | ------------- | ------------- | ------------ | ------------ | --------- | --------- | ------- | ----- |
| Мохсен Шаді | Одиночки   | 7:27.42           | 6                 | 7:11.55       | 2             | 7:32.72      | 6            | 8:20.29   | 6         | 7:31.42 | 22    |

Жінки
| Спортсмени    | Дисципліна | Відбіркові заїзди | Відбіркові заїзди | Втішний заїзд | Втішний заїзд | Чвертьфінали | Чвертьфінали | Півфінали | Півфінали | Фінал   | Фінал |
| Спортсмени    | Дисципліна | Час               | Місце             | Час           | Місце         | Час          | Місце        | Час       | Місце     | Час     | Місце |
| ------------- | ---------- | ----------------- | ----------------- | ------------- | ------------- | ------------ | ------------ | --------- | --------- | ------- | ----- |
| Сулмаз Аббасі | Одиночки   | 8:17.46           | 6                 | 8:05.99       | 2             | 8:27.28      | 6            | 8:30.74   | 6         | 8:57.98 | 24    |

## посилання
- Національний олімпійський комітет Ісламської республіки Іран [Архівовано 14 червня 2011 у Wayback Machine.] (перс.)